# Piney (comté de Garland, Arkansas)
Pour les articles homonymes, voir Piney.
Piney est une census-designated place du comté de Garland, dans l’État américain de l'Arkansas.